# Edgar Ramos
Edgar Alexander Ramos (Bogotà, 27 settembre 1979) è un ex calciatore colombiano, di ruolo difensore.